# Galipentzu
Galipentzu (en basc, cooficialment en castellà Gallipienzo) és un municipi de Navarra, a la comarca de Sangüesa, dins la merindad de Sangüesa.

## Demografia
| Evolució demogràfica                                  | Evolució demogràfica | Evolució demogràfica | Evolució demogràfica | Evolució demogràfica | Evolució demogràfica | Evolució demogràfica | Evolució demogràfica | Evolució demogràfica | Evolució demogràfica | Evolució demogràfica |
| 1996                                                  | 1998                 | 1999                 | 2000                 | 2001                 | 2002                 | 2003                 | 2004                 | 2005                 | 2006                 | 2007                 |
| ----------------------------------------------------- | -------------------- | -------------------- | -------------------- | -------------------- | -------------------- | -------------------- | -------------------- | -------------------- | -------------------- | -------------------- |
| 161                                                   | 161                  | 159                  | 160                  | 153                  | 161                  | 163                  | 158                  | 156                  | 147                  | 140                  |
| Fonts: Galipentzu i Institut d'Estadística de Navarra |                      |                      |                      |                      |                      |                      |                      |                      |                      |                      |